# Gourbit
Gourbit [ɡuʁbit] est une commune française, située dans le centre du département de l'Ariège en région Occitanie. Sur le plan historique et culturel, la commune fait partie du pays du Sabarthès, structuré par la haute vallée de l'Ariège en amont du pays de Foix avec Tarascon-sur-Ariège comme ville principale.
Exposée à un climat de montagne, elle est drainée par le ruisseau de la Courbière, le ruisseau de l'Etang d'Artats et par divers autres petits cours d'eau. Incluse dans le parc naturel régional des Pyrénées ariégeoises, la commune possède un patrimoine naturel remarquable composé de cinq zones naturelles d'intérêt écologique, faunistique et floristique.
Gourbit est une commune rurale qui compte 79 habitants en 2022, après avoir connu un pic de population de 1 008 habitants en 1846. Ses habitants sont appelés les Gourbitois ou Gourbitoises.

## Géographie

### Localisation
1. Carte dynamique
2. Carte Openstreetmap
3. Carte topographique
4. Carte avec les communes environnantes

La commune de Gourbit se trouve dans le département de l'Ariège, en région Occitanie.
Elle se situe à 15 km à vol d'oiseau de Foix, préfecture du département, et à 6 km de Tarascon-sur-Ariège, bureau centralisateur du canton du Sabarthès dont dépend la commune depuis 2015 pour les élections départementales.
La commune fait en outre partie du bassin de vie de Tarascon-sur-Ariège.
Les communes les plus proches sont :
Rabat-les-Trois-Seigneurs (2,1 km), Saurat (3,8 km), Surba (3,9 km), Génat (4,0 km), Bédeilhac-et-Aynat (4,1 km), Quié (5,0 km), Alliat (5,3 km), Lapège (5,8 km).
Sur le plan historique et culturel, Gourbit fait partie du pays du Sabarthès, structuré par la haute vallée de l'Ariège en amont du pays de Foix avec Tarascon-sur-Ariège comme ville principale.
Les communes limitrophes sont Génat, Lapège, Orus, Rabat-les-Trois-Seigneurs et Val-de-Sos.
|            | Rabat-les-Trois-Seigneurs | Génat                                   |
|            | Gourbit                   | Lapège                                  |
| Val-de-Sos | Orus                      | Illier-et-Laramade (par un quadripoint) |

### Géologie et relief
La commune est située dans les Pyrénées, une chaîne montagneuse jeune, érigée durant l'ère tertiaire (il y a 40 millions d'années environ), en même temps que les Alpes, certaines parties étant recouvertes par des formations superficielles. Les terrains affleurants sur le territoire communal sont constitués de roches pour partie sédimentaires et pour partie métamorphiques datant pour certaines du Mésozoïque, anciennement appelé Ère secondaire, qui s'étend de −252,2 à −66,0 Ma, et pour d'autres du Protérozoïque, le dernier éon du Précambrien sur l’échelle des temps géologiques. La structure détaillée des couches affleurantes est décrite dans les feuilles « no 1075 - Foix » et « no 1087 - Vicdessos » de la carte géologique harmonisée au 1/50 000ème du département de l'Ariège, et leurs notices associées,.
La superficie cadastrale de la commune publiée par l’Insee, qui sert de références dans toutes les statistiques, est de 17,95 km2,. La superficie géographique, issue de la BD Topo, composante du Référentiel à grande échelle produit par l'IGN, est quant à elle de 18,14 km2. Son relief est particulièrement escarpé puisque la dénivelée maximale atteint 1 491 mètres. L'altitude du territoire varie entre 671 m et 2 162 m.

### Hydrographie

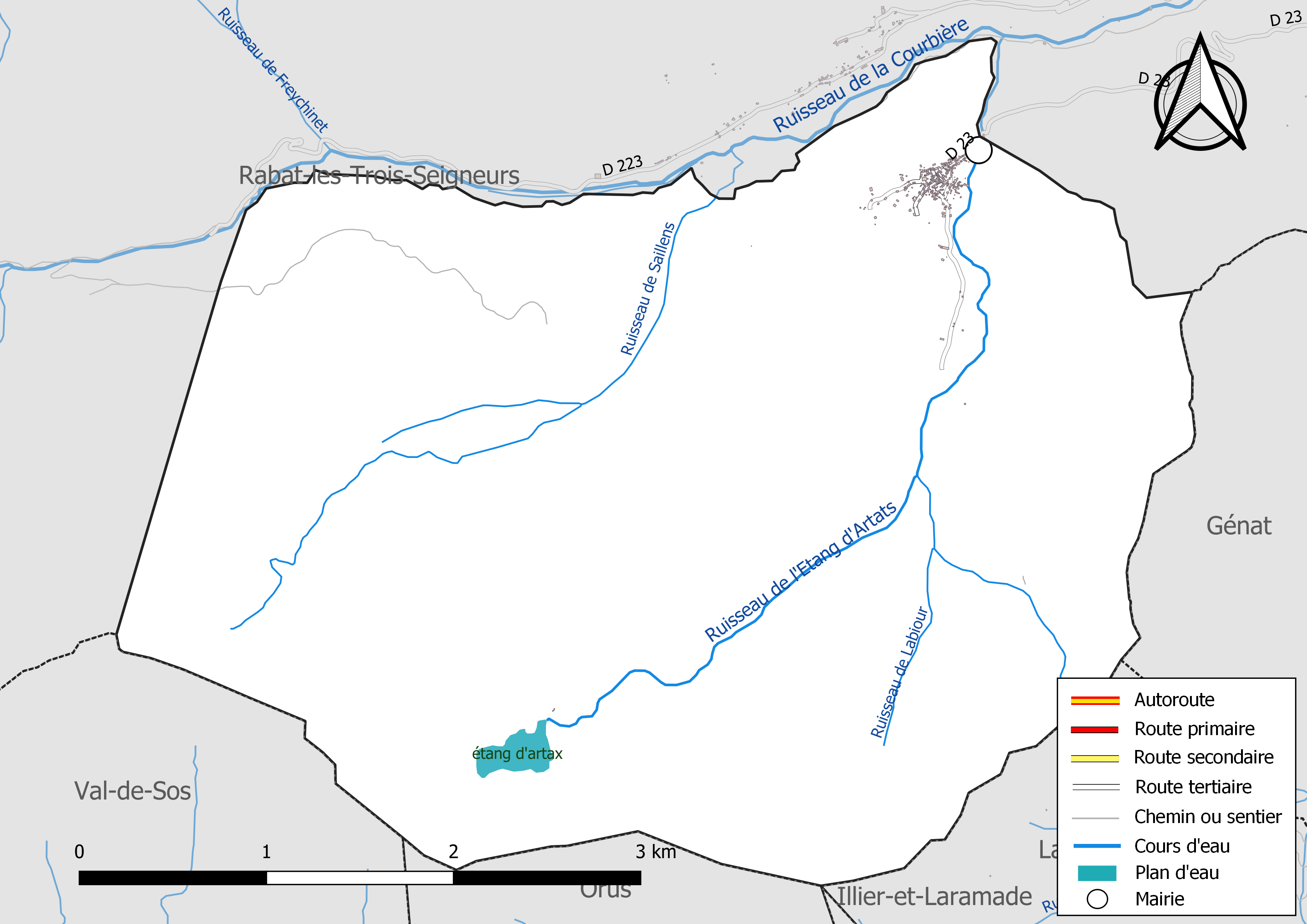
Réseaux hydrographique et routier de Gourbit.

La commune est dans le bassin versant de la Garonne, au sein du bassin hydrographique Adour-Garonne. Elle est drainée par le ruisseau de la Courbière, le ruisseau de l'Etang d'Artats, le ruisseau de Labiour, le ruisseau de Saillens et par divers petits cours d'eau, constituant un réseau hydrographique de 15 km de longueur totale,.
Le ruisseau de la Courbière, d'une longueur totale de 15,7 km, prend sa source dans la commune de Rabat-les-Trois-Seigneurs et s'écoule d'ouest en est. Il traverse la commune et se jette dans l'Ariège à Surba, après avoir traversé 4 communes.

### Climat
Pour des articles plus généraux, voir Climat de l'Occitanie et Climat de l'Ariège.
En 2010, le climat de la commune est de type climat des marges montargnardes, selon une étude s'appuyant sur une série de données couvrant la période 1971-2000. En 2020, Météo-France publie une typologie des climats de la France métropolitaine dans laquelle la commune est exposée à un climat de montagne et est dans la région climatique Pyrénées centrales, caractérisée par une pluviométrie annuelle de 1 000 à 1 200 mm.
Pour la période 1971-2000, la température annuelle moyenne est de 10,2 °C, avec une amplitude thermique annuelle de 14,8 °C. Le cumul annuel moyen de précipitations est de 1 106 mm, avec 10,7 jours de précipitations en janvier et 7,5 jours en juillet. Pour la période 1991-2020, la température moyenne annuelle observée sur la station météorologique la plus proche, située sur la commune de Val-de-Sos à 9 km à vol d'oiseau, est de 11,1 °C et le cumul annuel moyen de précipitations est de 1 175,9 mm,. Pour l'avenir, les paramètres climatiques de la commune estimés pour 2050 selon différents scénarios d'émission de gaz à effet de serre sont consultables sur un site dédié publié par Météo-France en novembre 2022.

### Milieux naturels et biodiversité

#### Espaces protégés
La protection réglementaire est le mode d’intervention le plus fort pour préserver des espaces naturels remarquables et leur biodiversité associée,.
La commune fait partie du parc naturel régional des Pyrénées ariégeoises, créé en 2009 et d'une superficie de 245 973 ha, qui s'étend sur 138 communes du département. Ce territoire unit les plus hauts sommets aux frontières de l’Andorre et de l’Espagne (la Pique d'Estats, le mont Valier, etc) et les plus hautes vallées des avants-monts, jusqu’aux plissements du Plantaurel.

#### Zones naturelles d'intérêt écologique, faunistique et floristique
L’inventaire des zones naturelles d'intérêt écologique, faunistique et floristique (ZNIEFF) a pour objectif de réaliser une couverture des zones les plus intéressantes sur le plan écologique, essentiellement dans la perspective d’améliorer la connaissance du patrimoine naturel national et de fournir aux différents décideurs un outil d’aide à la prise en compte de l’environnement dans l’aménagement du territoire.
Trois ZNIEFF de type 1 sont recensées sur la commune :
- le « massif du Pic des Trois-Seigneurs » (11 200 ha), couvrant 10 communes du département[28] ;
- les « parois calcaires et quiès du bassin de Tarascon » (8 161 ha), couvrant 58 communes du département[29],
- la « soulane du massif des Trois-Seigneurs » (4 809 ha), couvrant 11 communes du département[30] ;

et deux ZNIEFF de type 2, :
- la « moyenne montagne du Vicdessos et massif des Trois-Seigneurs » (21 558 ha), couvrant 17 communes du département[31] ;
- les « parois calcaires et quiès de la haute vallée de l'Ariège » (9 891 ha), couvrant 40 communes du département[32].

Carte des ZNIEFF de type 1 et 2 à Gourbit.
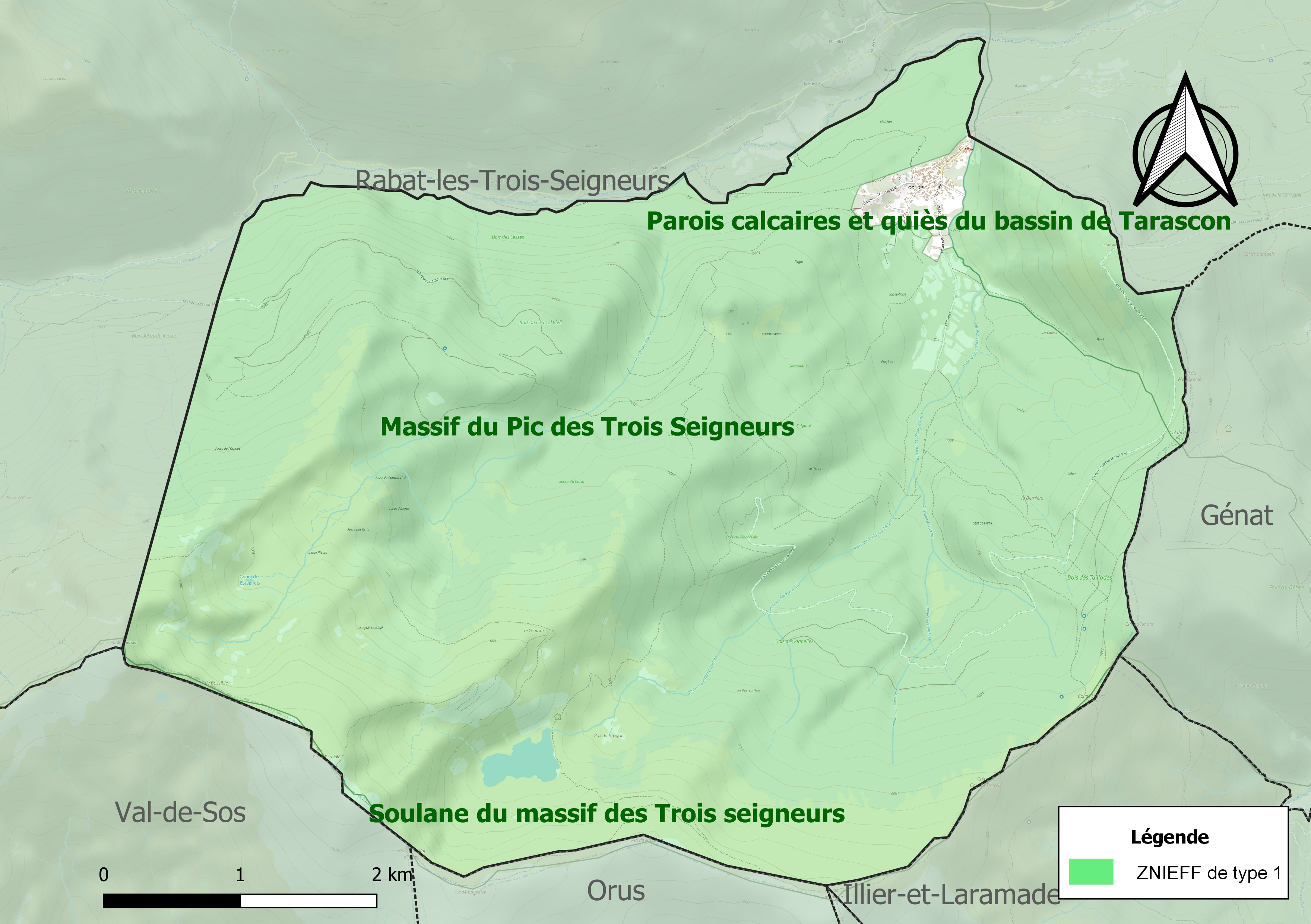
Carte des ZNIEFF de type 1 sur la commune.
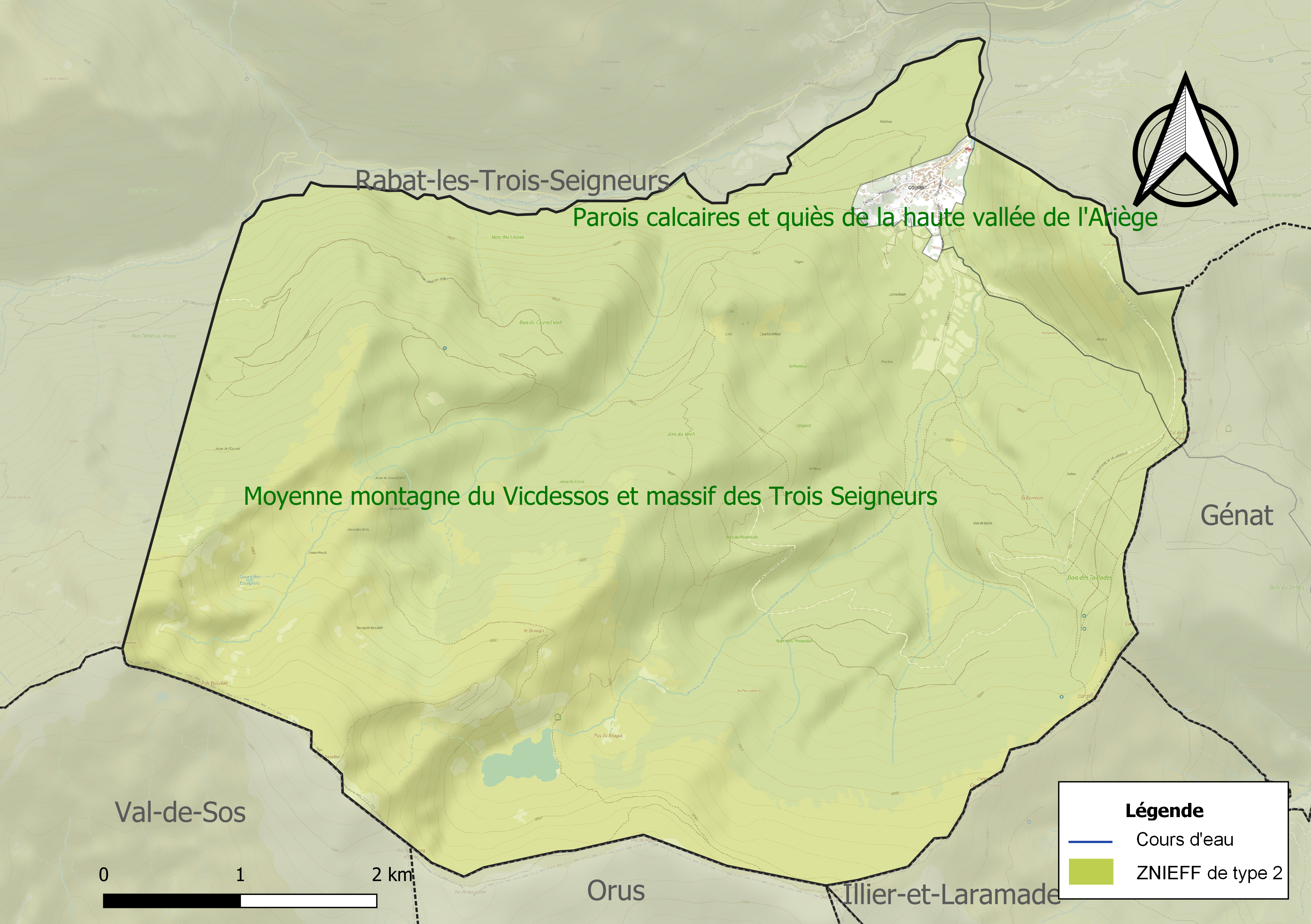
Carte des ZNIEFF de type 2 sur la commune.

## Urbanisme

### Typologie
Au 1er janvier 2024, Gourbit est catégorisée commune rurale à habitat très dispersé, selon la nouvelle grille communale de densité à 7 niveaux définie par l'Insee en 2022.
Elle est située hors unité urbaine et hors attraction des villes,.

### Occupation des sols
L'occupation des sols de la commune, telle qu'elle ressort de la base de données européenne d’occupation biophysique des sols Corine Land Cover (CLC), est marquée par l'importance des forêts et milieux semi-naturels (96,9 % en 2018), une proportion identique à celle de 1990 (96,9 %). La répartition détaillée en 2018 est la suivante :
forêts (62,9 %), espaces ouverts, sans ou avec peu de végétation (19,9 %), milieux à végétation arbustive et/ou herbacée (14,1 %), zones agricoles hétérogènes (3,1 %). L'évolution de l’occupation des sols de la commune et de ses infrastructures peut être observée sur les différentes représentations cartographiques du territoire : la carte de Cassini (XVIIIe siècle), la carte d'état-major (1820-1866) et les cartes ou photos aériennes de l'IGN pour la période actuelle (1950 à aujourd'hui).

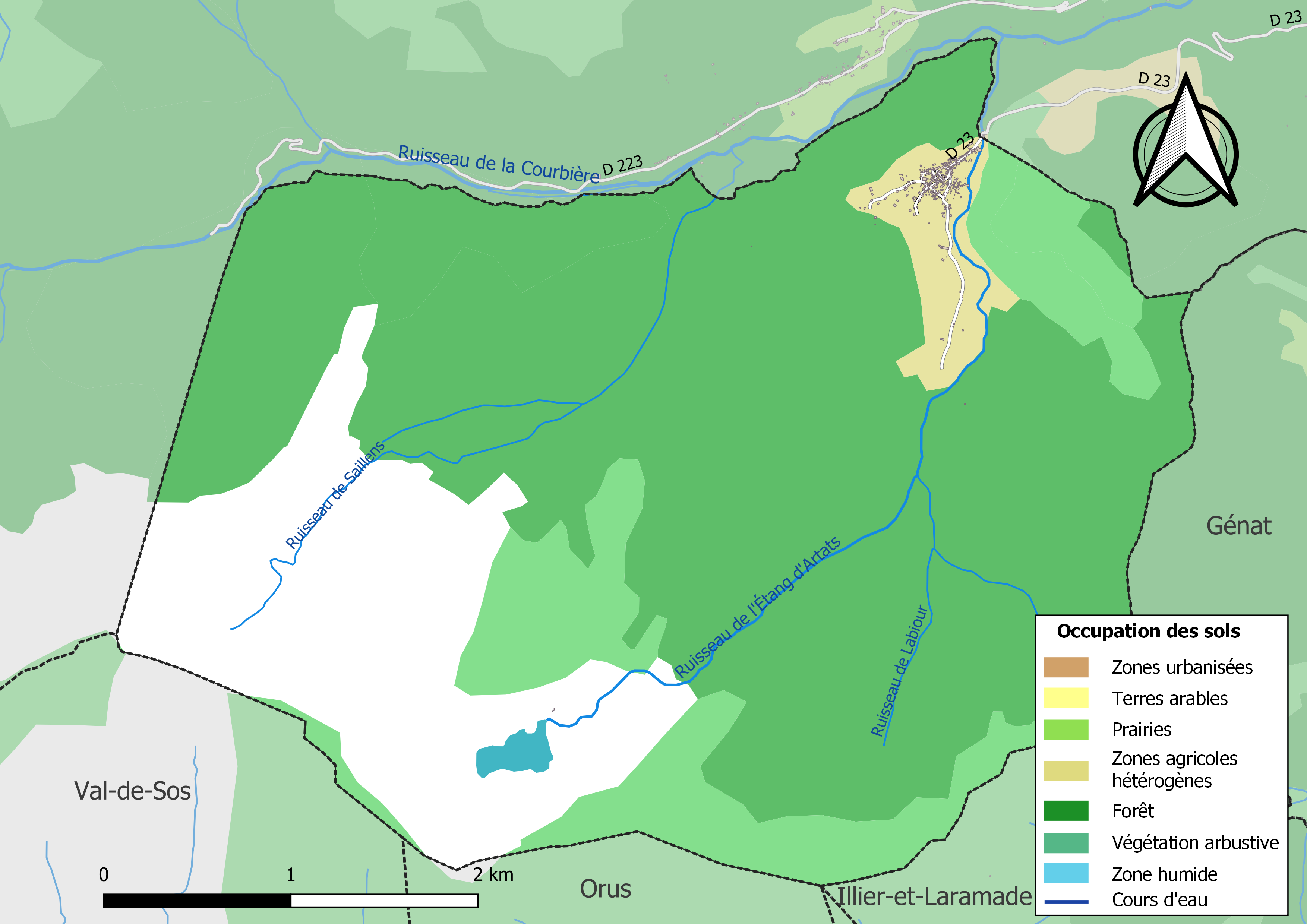
Carte des infrastructures et de l'occupation des sols de la commune en 2018 (CLC).

### Habitat et logement
En 2018, le nombre total de logements dans la commune était de 187, alors qu'il était de 188 en 2013 et de 183 en 2008.
Parmi ces logements, 25,6 % étaient des résidences principales, 73,9 % des résidences secondaires et 0,5 % des logements vacants. Ces logements étaient pour 95,8 % d'entre eux des maisons individuelles et pour 4,2 % des appartements.
Le tableau ci-dessous présente la typologie des logements à Gourbit en 2018 en comparaison avec celle de l'Ariège et de la France entière. Une caractéristique marquante du parc de logements est ainsi une proportion de résidences secondaires et logements occasionnels (73,9 %) supérieure à celle du département (24,6 %) et à celle de la France entière (9,7 %). Concernant le statut d'occupation de ces logements, 75,5 % des habitants de la commune sont propriétaires de leur logement (80 % en 2013), contre 66,3 % pour l'Ariège et 57,5 % pour la France entière.
| Typologie                                               | Gourbit | Ariège | France entière |
| ------------------------------------------------------- | ------- | ------ | -------------- |
| Résidences principales (en %)                           | 25,6    | 65,7   | 82,1           |
| Résidences secondaires et logements occasionnels (en %) | 73,9    | 24,6   | 9,7            |
| Logements vacants (en %)                                | 0,5     | 9,7    | 8,2            |

### Risques majeurs
Le territoire de la commune de Gourbit est vulnérable à différents aléas naturels : inondations, climatiques (grand froid ou canicule), feux de forêts, mouvements de terrains, avalanche  et séisme (sismicité modérée). Il est également exposé à un risque particulier, le risque radon,.

#### Risques naturels

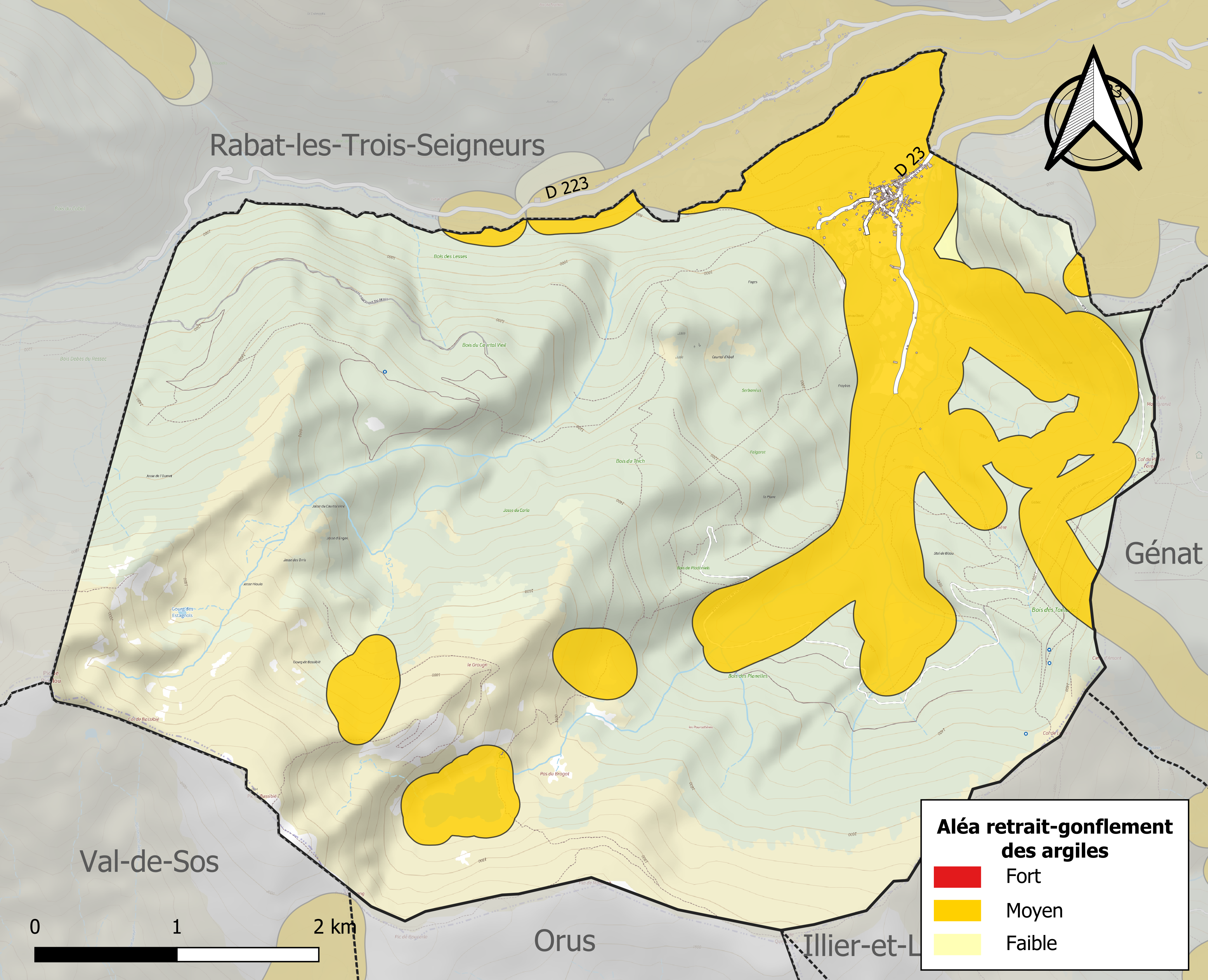
Zonage de l'aléa retrait-gonflement des argiles sur la commune de Gourbit.

Certaines parties du territoire communal sont susceptibles d’être affectées par le risque d’inondation par crue torrentielle d'un cours d'eau, ou ruissellement d'un versant.
Les mouvements de terrains susceptibles de se produire sur la commune sont soit des chutes de blocs, soit des glissements de terrains, soit des mouvements liés au retrait-gonflement des argiles. Près de 50 % de la superficie du département est concernée par l'aléa retrait-gonflement des argiles, dont la commune de Gourbit. L'inventaire national des cavités souterraines permet par ailleurs de localiser celles situées sur la commune.

#### Risque particulier
Dans plusieurs parties du territoire national, le radon, accumulé dans certains logements ou autres locaux, peut constituer une source significative d’exposition de la population aux rayonnements ionisants. Toutes les communes du département sont concernées par le risque radon à un niveau plus ou moins élevé. Selon la classification de 2018, la commune de Gourbit est classée en zone 2, à savoir zone à potentiel radon faible mais sur lesquelles des facteurs géologiques particuliers peuvent faciliter le transfert du radon vers les bâtiments.

## Histoire
La trace la plus ancienne de Gourbit est trouvée en mars 1238 sous le nom de Gorbit.
Des mines de fer ont été exploitées artisanalement au roc de Querquéou (bois de Taillades).

## Politique et administration

### Découpage territorial
La commune de Gourbit est membre de la communauté de communes du Pays de Tarascon, un établissement public de coopération intercommunale (EPCI) à fiscalité propre créé le 21 juillet 1994 dont le siège est à Tarascon-sur-Ariège. Ce dernier est par ailleurs membre d'autres groupements intercommunaux.
Sur le plan administratif, elle est rattachée à l'arrondissement de Foix, au département de l'Ariège, en tant que circonscription administrative de l'État, et à la région Occitanie.
Sur le plan électoral, elle dépend du canton du Sabarthès pour l'élection des conseillers départementaux, depuis le redécoupage cantonal de 2014 entré en vigueur en 2015, et de la première circonscription de l'Ariège  pour les élections législatives, depuis le redécoupage électoral de 1986.

### Liste des maires
| Période                                  | Période   | Identité          | Étiquette | Qualité      |
| ---------------------------------------- | --------- | ----------------- | --------- | ------------ |
| mars 1959                                | 1995      | André Laguerre    |           |              |
| mars 1995                                | 2000      | Philippe Conte    |           |              |
| mars 2000                                | 2001      | Henry Veyssière   |           |              |
| mars 2001                                | juin 2020 | Francis Teychenne | PS        | Retraité     |
| juin 2020                                | En cours  | Bernard Deffarges |           | Ancien cadre |
| Les données manquantes sont à compléter. |           |                   |           |              |

## Démographie
| 1800 | 1806 | 1821 | 1831 | 1836 | 1841 | 1846  | 1851 | 1856 |
| ---- | ---- | ---- | ---- | ---- | ---- | ----- | ---- | ---- |
| 629  | 796  | 743  | 799  | 881  | 976  | 1 008 | 926  | 737  |

| 1861 | 1866 | 1872 | 1876 | 1881 | 1886 | 1891 | 1896 | 1901 |
| ---- | ---- | ---- | ---- | ---- | ---- | ---- | ---- | ---- |
| 797  | 720  | 685  | 780  | 754  | 759  | 739  | 700  | 682  |

| 1906 | 1911 | 1921 | 1926 | 1931 | 1936 | 1946 | 1954 | 1962 |
| ---- | ---- | ---- | ---- | ---- | ---- | ---- | ---- | ---- |
| 589  | 556  | 346  | 288  | 236  | 195  | 149  | 123  | 100  |

| 1968 | 1975 | 1982 | 1990 | 1999 | 2006 | 2007 | 2012 | 2017 |
| ---- | ---- | ---- | ---- | ---- | ---- | ---- | ---- | ---- |
| 71   | 87   | 82   | 69   | 61   | 87   | 91   | 95   | 76   |

| 2022 | - | - | - | - | - | - | - | - |
| ---- | - | - | - | - | - | - | - | - |
| 79   | - | - | - | - | - | - | - | - |

## Économie

### Emploi
| Division       | 2008  | 2013   | 2018   |
| -------------- | ----- | ------ | ------ |
| Commune        | 5,4 % | 13,2 % | 16,2 % |
| Département    | 8,9 % | 11,1 % | 11,2 % |
| France entière | 8,3 % | 10 %   | 10 %   |

En 2018, la population âgée de 15 à 64 ans s'élève à 36 personnes, parmi lesquelles on compte 67,6 % d'actifs (51,4 % ayant un emploi et 16,2 % de chômeurs) et 32,4 % d'inactifs,. En 2018, le taux de chômage communal (au sens du recensement) des 15-64 ans est supérieur à celui du département et de la France, alors qu'en 2008 la situation était inverse.
La commune est hors attraction des villes,. Elle compte 13 emplois en 2018, contre 10 en 2013 et 12 en 2008. Le nombre d'actifs ayant un emploi résidant dans la commune est de 19, soit un indicateur de concentration d'emploi de 69,1 % et un taux d'activité parmi les 15 ans ou plus de 35,2 %.
Sur ces 19 actifs de 15 ans ou plus ayant un emploi, 9 travaillent dans la commune, soit 47 % des habitants. Pour se rendre au travail, 63,2 % des habitants utilisent un véhicule personnel ou de fonction à quatre roues, 21,1 % s'y rendent en deux-roues, à vélo ou à pied et 15,8 % n'ont pas besoin de transport (travail au domicile).

### Activités hors agriculture
Trois établissements sont implantés à Gourbit au 31 décembre 2019. Le secteur de la construction est prépondérant sur la commune puisqu'il représente 66,7 % du nombre total d'établissements de la commune (2 sur les 3 entreprises implantées à Gourbit), contre 14,2 % au niveau départemental.

### Agriculture
|                                   | 1988 | 2000 | 2010 |
| --------------------------------- | ---- | ---- | ---- |
| Exploitations                     | 4    | 3    | 3    |
| Superficie agricole utilisée (ha) | 37   | 452  | 39   |

La commune fait partie de la petite région agricole dénommée « Région pyrénéenne ». En 2010, l'orientation technico-économique de l'agriculture  sur la commune est la polyculture et le polyélevage. Trois exploitations agricoles ayant leur siège dans la commune sont dénombrées lors du recensement agricole de 2010 (quatre en 1988). La superficie agricole utilisée est de 39 ha.

## Culture et festivités

### Légende
L'origine de la présence de l'étang d'Artax sur la commune est due à une légende. Des bergers au cœur de pierre refusèrent du pain à un mendiant (qui serait selon la légende Jacques de Zébédée). Un des bergers se montra plus bienveillant et partagea son pain. Le mendiant lui conseilla de fuir la vallée sur le champ sans se retourner. Le berger appliqua le conseil, mais entendant pendant son échappée le fracas d'une catastrophe derrière lui, il ne put s'empêcher de se retourner, et vit la pâture disparaître sous les eaux. Ce sont ces eaux qui aujourd'hui forment l'étang d'Artax. Le berger quant à lui s'immobilisa et se transforma en pierre au Roc du Midi : ce serait l'origine du Roc du Midi.

### Fête du village
Par tradition, la fête du village a lieu tous les ans lors du deuxième week-end du mois d'août.
La fête se déroule principalement sur la place centrale du village et au terrain de jeux. Les villageois ainsi que les propriétaires de résidence secondaire ne manquent pas de se donner rendez-vous à cette date où le village triple sa population pour l'occasion.
Restée familiale, cette petite fête de village est dans la lignée des fêtes anciennes avec son concours de pétanque, ses soirées dansantes avec orchestre, retraite aux flambeaux (traversée du village à seule lumière des lampions), tour de table (visite des maisons avec orchestre) et moult autres animations. Pour plus de renseignements, vous pouvez consulter le site internet du comité des fêtes.

## Culture locale et patrimoine

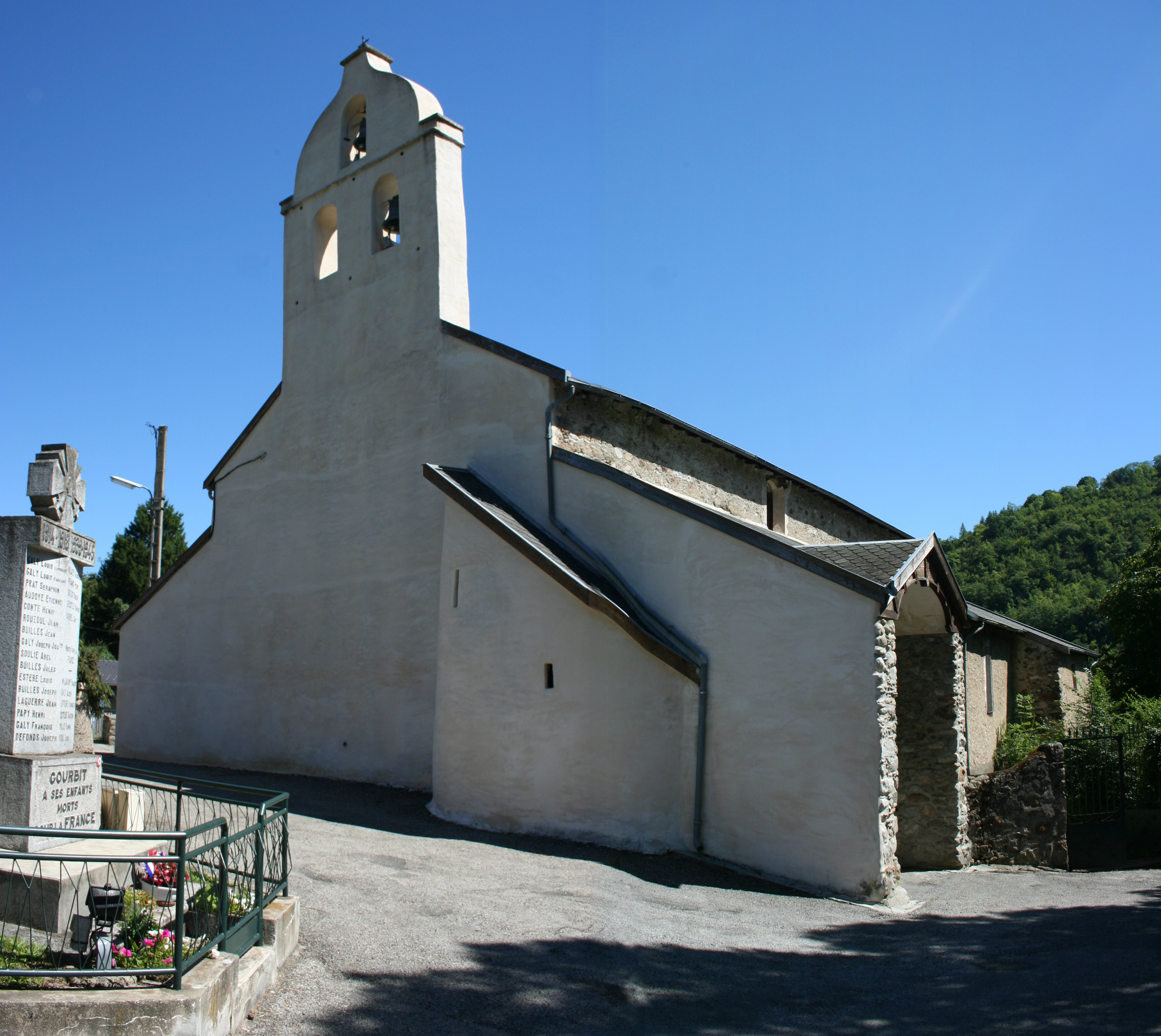
L'église de la Sainte-Trinité

### Lieux et monuments
- Église de la Sainte-Trinité, avec un retable classé du XVIIe et restauré[53].
- Étang Bleu de Courbière
- Étang Long de Courbière
- Étang d'Artax

### Personnalités liées à la commune
- Guillaume Estèbe (1701-?), né à Gourbit, s'embarque pour la Nouvelle-France et se trouve à Québec en 1729, il y fait fortune dans le commerce et l'immobilier[54].
- Philippe Ward (1958), écrivain
- Serge Legrand-Vall, (1958), écrivain
- Sheila et Ringo : chanteurs, séjournaient dans la commune lors de vacances, entre 1973 et 1978[55].

## Pour approfondir